# Astrid Heibach
Astrid Heibach (* 1949 in Düsseldorf) ist eine deutsche Künstlerin und Filmemacherin.

## Ausbildung
1972 bis 1974 studierte Heibach Theater und Film bei Wolf Seesselberg und Ole John Povlsen an der Kunstakademie Düsseldorf und von 1986 bis 1987 Computer-Grafik und Animation bei Bruce Wands an der School of Visual Arts in New York. Sie lebt und arbeitet in Köln.

## Leben und Werk
Anfang der 1970er Jahre beginnt Astrid Heibach ihre künstlerische Arbeit mit Fotografien und Super-8-Filmen. Sie beteiligt sich mit Diaprojektionen an drei Ausstellungen von Sigmar Polke. 1975 entstehen Beiträge für den Ausstellungskatalog Je.Nous / Ik.Wij und die Ausstellungszeitung Day by Day … they take some brain away in Kollaboration mit Sigmar Polke, Achim Duchow und Katharina Steffen. Heibach produziert ihre ersten Videobänder 1978 im Oppenheim Studio, Köln. 1981 gründet sie gemeinsam mit Gábor Bódy, Georg Pinter und Józef Robakowski Infermental, ein internationales Bildperiodikum auf Videobändern, und kuratiert mit Bódy 1981–1982 die erste Ausgabe.
„Astrid Heibachs narrative Arbeiten sind gleichermaßen geprägt durch eine sozialkritische Auseinandersetzung mit dem Medium der Elektronik. Sie reflektiert über die pervertierte Ästhetik von Waffen in Achtung Fertig Los (1978), verwandelt sich zu einem elektronischen Wesen in Neues Feuer (1981), verknüpft in dem Japan Portrait Universal Input Output (1982/83) symbolische Aspekte der alten japanischen Kultur mit der hoch technisierten Gegenwart. Goyas Maya lockt in eine verführerische, faszinierende Welt hinter den Bildschirm in der Arbeit Stille Katastrophe (1986). In Believe it or Not (1987) wird eine Porzellan-Schwein-Ballerina vor der Silhouette New Yorks durch den permanenten Konsum elektronisch multiplizierter Bilder transparent bis zur völligen Auflösung. A Tale of Love (1988) ist eine moderne Variante der berühmten Lobrede auf Eros aus Platons ‚Gastmahl‘ und I Did it (1989/90) eine fiktive Darstellung der übersteigerten Realität des ‚American Way of Life‘ am Beispiel des berühmten New Yorker Marathon über die Brooklyn Bridge. Ihre Installation Besetzt (1990) verwendet neben dem elektronischen Equipment skulpturale Elemente. 1996 entsteht der Spielfilm Mit Meinen Augen, produziert vom SWF.“
Vortragsreisen in Japan, Europa, USA und Kanada begleiten die künstlerische Arbeit von Astrid Heibach. 1988 ist sie als Artist in Residence zu Gast an der Western Front in Vancouver, Kanada. Ab 1990 arbeitet sie als freischaffende Film- und Videoeditorin und unterrichtet zwischen 2000 und 2003 Schnitt und Montage an der Mediadesign Akademie, Düsseldorf. Von 2012 bis 2017 betreut Heibach die Digitalisierung und Erschließung des 16-mm-Filmwerks von Sigmar Polke. Seit 2019 unterstützt sie die Videoprojekte der Anna Polke-Stiftung.

## Preise und Stipendien
- 1981: Stiftung Kunstfonds, Bonn
- 1987: Stipendium der Carl-Duisberg-Gesellschaft
- 1988: Artist in Residence, Western Front, Vancouver B.C., Kanada
- 1988: Peter Mertes Stipendium, Bonn
- 1991: Deutscher Spezialpreis, 14. Tokyo Video Festival
- 1992: Deutscher Videokunstpreis des SWF und ZKM

## Werke (Auswahl)
- 1975: Kristallball, Diaschau
- 1976: Wir Kleinbürger – Zeitgenossen und Zeitgenossinnen, Diaschau
- 1978: Achtung Fertig Los, Video-Dia-Installation
- 1979: Das neue Dschungelbuch, Collagen
- 1979: Pas de Deux, Collagen
- 1980: Der absolute Tanz,[8] Super-8-Filminstallation
- 1981: Neues Feuer, Video
- 1984: Universal Input Output, 16-mm-Film, Video
- 1986: Stille Katastrophe, Video
- 1987: Believe It Or Not, Video
- 1988: A Tale of Love, Video (mit Gusztáv Hámos)
- 1990: I Did It, Video
- 1990: Besetzt, Installation mit Objekten
- 1996: Mit meinen Augen, Spielfilm
- 1999: Zigeunerstück, Video
- 2005: Charley’s Girls, Video
- 2007: Der Galerist, Video
- 2017: Verborgene Botschaften – Je / Nous – Ik / Wij, Ergänzungen I-V, Fotografien und Texte

## Ausstellungsbeteiligungen und Einzelausstellungen (Auswahl)
- 1975: Mu Nieltnam Netorruprup (mit Sigmar Polke und Achim Duchow), Kunsthalle zu Kiel und Schleswig-Holsteinischer Kunstverein, Kiel
- 1976: Nachbarschaft, Kunsthalle Düsseldorf
- 1976: schilderijen, diaprojekties, films (mit Sigmar Polke und Achim Duchow), Stedelijk Van Abbemuseum, Eindhoven
- 1976: Wir Kleinbürger – Zeitgenossen und Zeitgenossinnen (mit Sigmar Polke, Achim Duchow und Katharina Steffen), Galerie Toni Gerber, Bern
- 1978: Achtung-Fertig-Los, Galerie Oppenheim, Köln (Einzel)
- 1980: Der absolute Tanz, Galerie Gugu Ernesto, Köln (Einzel)
- 1981: Highligts. Rückblick Oppenheim Studio Köln 73–79, Städtisches Kunstmuseum, Bonn
- 1982: Videokunst in Deutschland 1963–1982, Kölnischer Kunstverein
- 1985: Japan Syndroom, Stichting Montevideo, Amsterdam
- 1988: About Japan, International Center of Photography, New York
- 1990: Peter Mertes Stipendium 1988, Bonner Kunstverein
- 2000: Hommage à Achim Duchow, Galerie Erhard Klein, Bad Münstereifel
- 2002: Zurück zum Beton, Kunsthalle Düsseldorf
- 2009: Sigmar Polke: Wir Kleinbürger! Zeitgenossen und Zeitgenossinnen, Hamburger Kunsthalle
- 2010: Bilder in Bewegung, Museum Ludwig, Köln
- 2017: Singular / Plural – Kollaborationen in der Post-Pop-Polit-Arena, Kunsthalle Düsseldorf
- 2018: Sigmar Polke und die 1970er Jahre. Netzwerke, Experimente, Identitäten, Museum für Gegenwartskunst Siegen

## Film- und Videofestivals (Auswahl)
- 1981: Film Show, Rote Fabrik, Zürich.
- 1982: 2. Internationales Videofestival, San Sebastian, Spanien
- 1984: 1. Videonale, Bonner Kunstverein
- 1986: World-Wide Videofestival Kijkhuis, Den Haag
- 1990: European Media Art Festival, Osnabrück
- 1991: Realité – Reaction – Fiction, La Cour des Chaines, Mulhouse, Frankreich
- 2005: 51. Internationale Kurzfilmtage, Oberhausen
- 2007: Infermental I, transmediale.07 unfinish!, Akademie der Künste, Berlin
- 2012: transmediale. 2K+12 in/compatible, Akademie der Künste, Berlin
- 2015: Videonale.15, Kunstmuseum Bonn

## Werke in öffentlichen Sammlungen
- Museum Ludwig, Köln
- n.b.k. – Neuer Berliner Kunstverein, Berlin
- Kunstmuseum Bonn, Bonn
- The Lima Collection, Amsterdam
- Western Front, Vancouver B.C., Kanada
- ZKM, Zentrum für Kunst und Medientechnologie

## Kataloge (Auswahl)
- Singular Plural. Kollaborationen in der Post-Pop-Polit-Arena 1969–1980. Kat. Kunsthalle Düsseldorf, hrsg. von Petra Lange-Berndt, Dietmar Rübel, Max Schulze und Gregor Jansen, Köln 2017
- Achim Duchow & Astrid Heibach: We Petty Bourgeois, 1976 / 2008, in: Sigmar Polke: We Petty Bourgeois! Comrades and Contemporaries.The 1970s.Ed. by Petra Lange-Berndt and Dietmar Rübel, Cologne 2011
- Bilder in Bewegung. Künstler & Video & Film 1958–2010. Hg. v. Barbara Engelbach, Museum Ludwig, Köln 2010
- Achim Duchow & Astrid Heibach: Wir Kleinbürger, 1976 / 2008, in: Sigmar Polke: Wir Kleinbürger! Zeitgenossen und Zeitgenossinnen. Die 1970er Jahre. Hg.v. Petra Lange-Berndt, Dietmar Rübel, Köln 2009
- Sich selbst bei Laune halten: Kunst der 70er aus der Schenkung Ingrid Oppenheim, Kunstmuseum Bonn, 2005
- Thomas Bernstein – Astrid Heibach: Peter Mertes Stipendium 1988, Bonner Kunstverein, 1990
- Nackt in der Kunst des 20. Jahrhunderts: Gemälde, Skulpturen, druckgraphische Werke, Videofilme und Performances, Hannover 1984
- Highligts Rückblick. Oppenheim Studio Köln 1973–1979, Städtisches Kunstmuseum Bonn, 1981
- Kunstausstellungen Gutenbergstraße 62a e.V. Galerie Hetzler, Stuttgart 1980